# Sarcelle des Auckland
Anas aucklandica
Espèce
Statut de conservation UICN

 NT B1a+2a; D1 : Quasi menacé
Statut CITES
La Sarcelle des Auckland (Anas aucklandica) est une espèce d'oiseaux appartenant à la famille des Anatidae.

## Taxinomie
Cette espèce est dorénavant monotypique. Elle était auparavant constituée des sous-espèces Anas aucklandica nesiotis, aujourd'hui devenue la Sarcelle de Campbell (Anas nesiotis), et A. a. chlorotis, aujourd'hui devenue la Sarcelle de Nouvelle-Zélande (Anas chlorotis). Ainsi constituée, l'espèce était connue sous le nom normalisé CINFO de Sarcelle brune.